# Лабиканская дорога
Лабиканская дорога (лат. Via Labicana) — античная римская дорога, соединявшая Рим с юго-востоком Италии.
Она начиналась в Риме у монументальных Эсквилинских ворот (лат. Porta Esquilina) и вела сначала до Тускула, затем была продолжена до города Лабик (лат. Labici, современный город Монте-Компатри). На Лабиканской дороге находился мавзолей Елены, матери императора Константина Великого.
На пятой миле дороги похоронен римский император Дидий Юлиан, правивший всего 66 дней.
Современная Via Labicana в Риме начинается у Колизея и заканчивается на пересечении с Via Merulana (ит.).